# 樺川県
樺川県（かせん-けん）は中華人民共和国黒竜江省ジャムス市に位置する県。県人民政府の所在地は悦来鎮。

## 地理
樺川県は黒竜江省の東部、三江平原の松花江下流南岸に位置する。

## 歴史
1909年（宣統元年）、清朝により設置された。

## 行政区画
5鎮、3郷、1民族郷を管轄：
- 鎮：悦来鎮、横頭山鎮、蘇家店鎮、新城鎮、四馬架鎮
- 郷：東河郷、梨豊郷、創業郷
- 民族郷：星火朝鮮族郷

## 交通

### 鉄道
- 中国国家鉄路集団
  - 中国鉄路ハルビン局集団公司
    - 図佳線（牡丹江方面）- 申家店駅（中国語版） -（ジャムス方面）
    - 佳富線（ジャムス方面）- 永勝駅（中国語版） - 四馬架駅（中国語版） -（双鴨山方面）

### 道路
- 高速道路
  - 哈同高速道路
- 国道
  -  G221国道（中国語版）

## 健康・医療・衛生
- 樺川県人民医院